# Kathakali

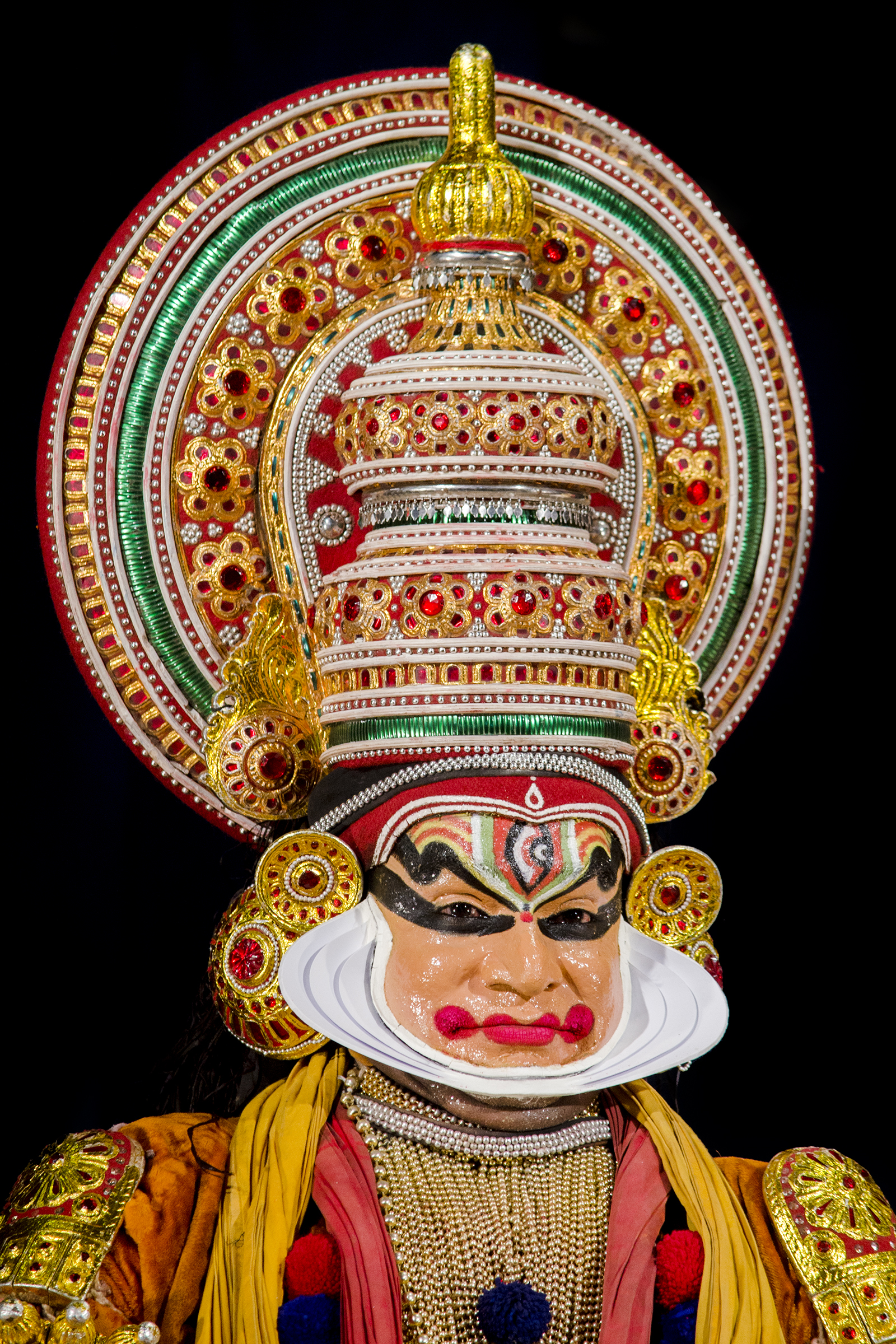
Acercamiento de un bailarín de Kathakali.

Kathakali es un estilo de danza teatro clásico de la zona de Kerala, al sur de la India. En ella los cantantes narran leyendas hindúes (provenientes del Mahabharata, del Ramayana y del Bagavata Purana) que los bailarines/actores personifican en escena mediante un complejo lenguaje de nrta (pasos de danza), mudras (gestos de las manos) y navarasya (expresiones del rostro). Por la tradición, el kathakali se ejecuta en festivales que duran toda una noche en los templos hinduistas.
El kathakali pertenece a la vertiente tandava (masculina) de la danza clásica india, por lo que tradicionalmente todos los personajes son representados por hombres.
Los bailarines de kathakali aprenden a controlar los músculos faciales. Algunos maestros tienen tan buen control que pueden reírse con un solo lado de la cara.

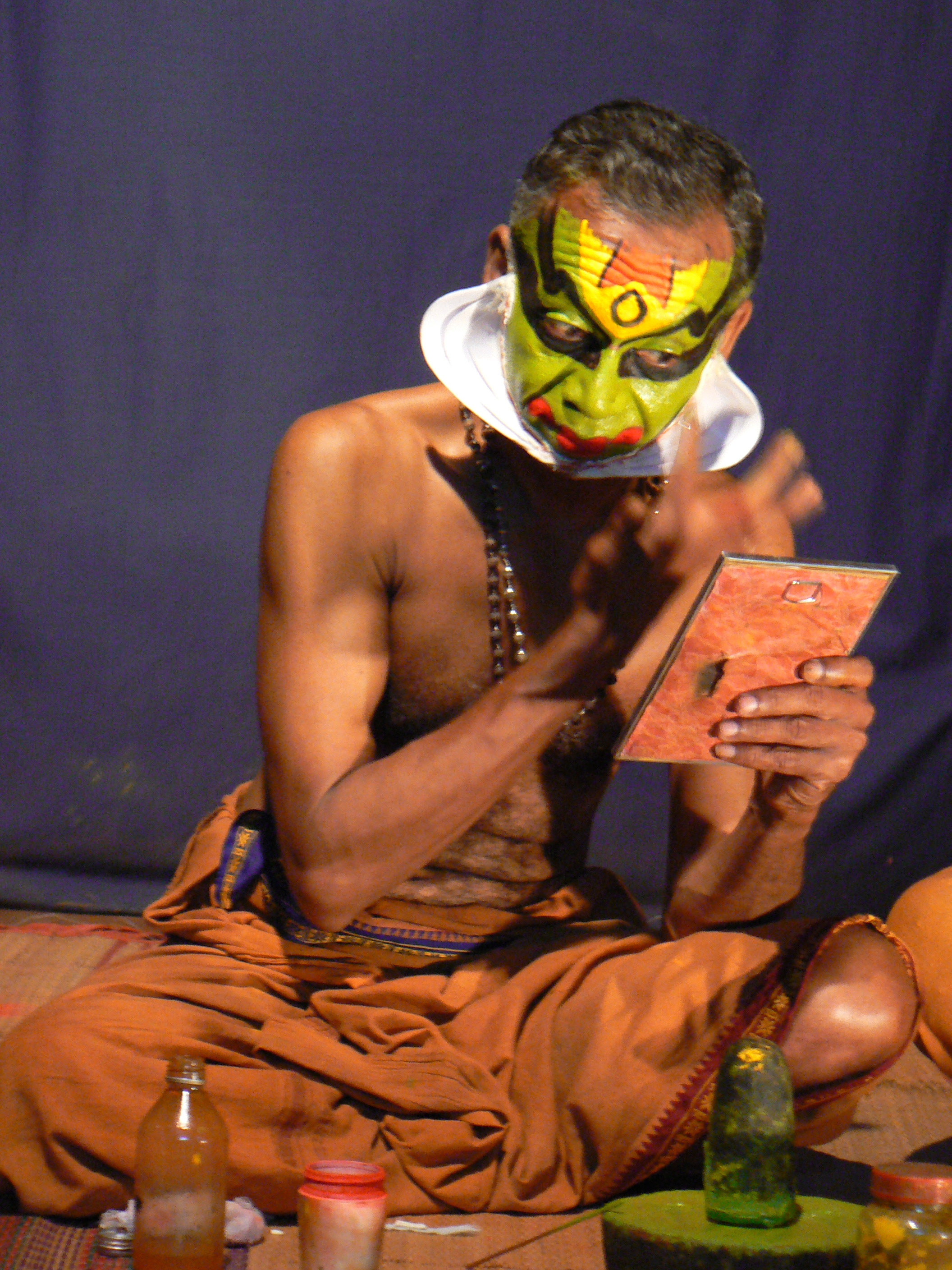
Proceso de maquillaje.
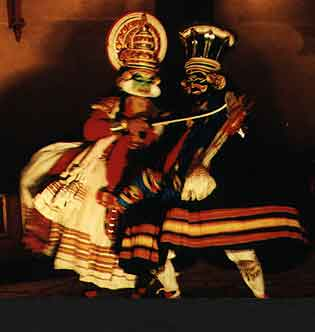
Danza Kathakali en un teatro.
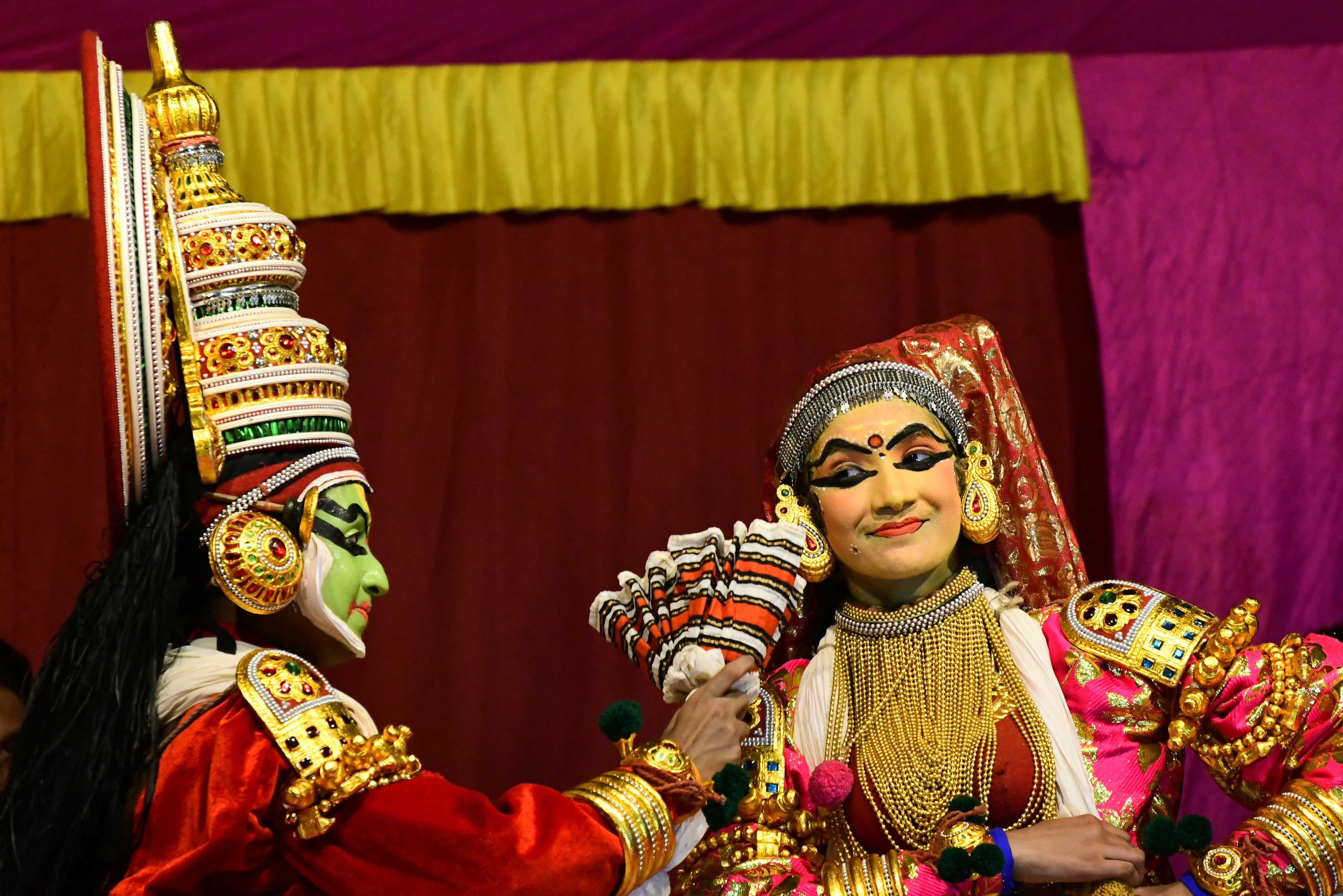
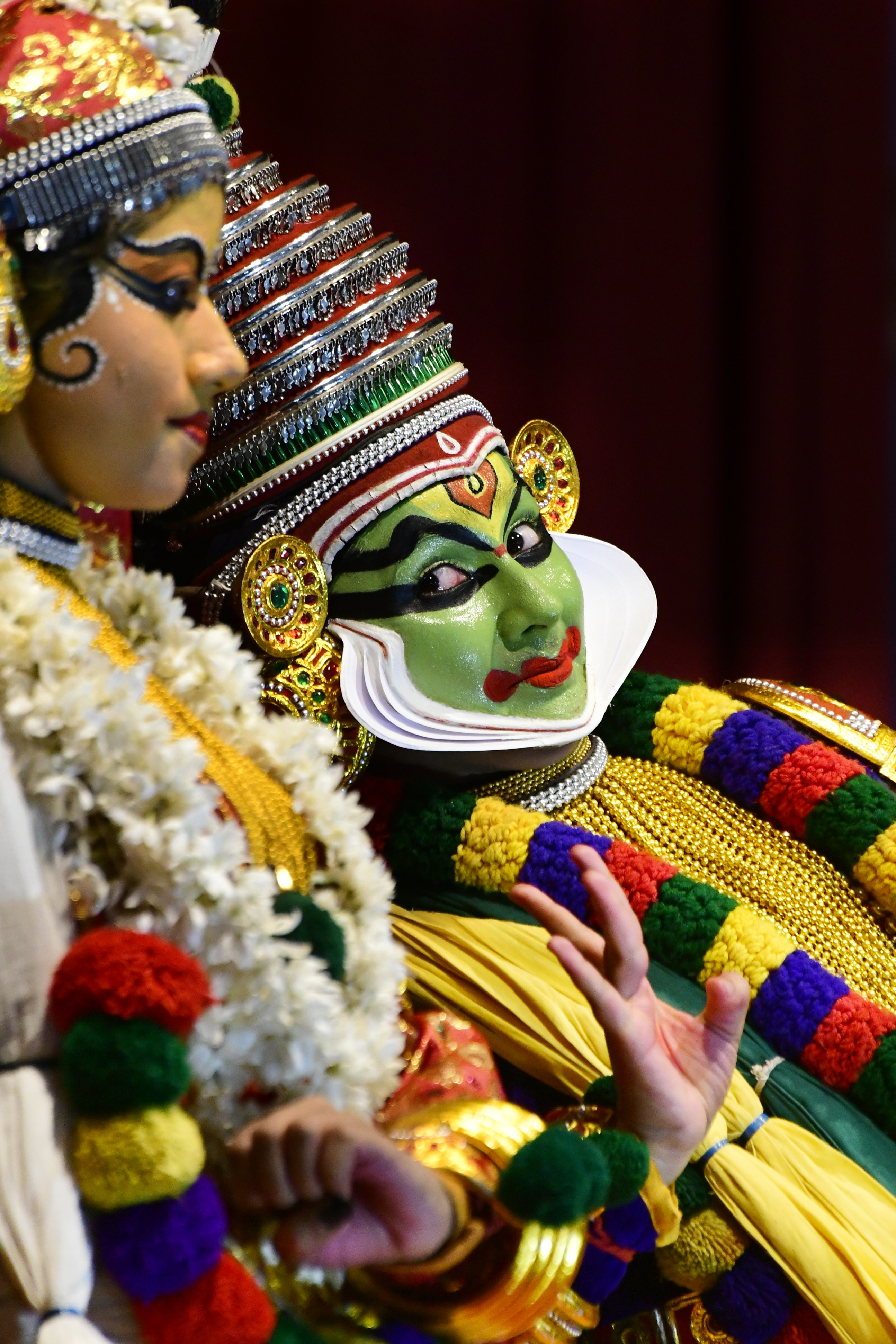